# دین جونز (هنرپیشه)
دین کارول جونز (انگلیسی: Dean Carroll Jones؛ زادهٔ ۲۵ ژانویهٔ ۱۹۳۱ – درگذشته ۱ سپتامبر ۲۰۱۵) یک هنرپیشه اهل ایالات متحده آمریکا بود. وی از سال ۱۹۵۶ میلادی تا سال ۲۰۰۹ مشغول فعالیت بود.
از فیلم‌ها یا برنامه‌های تلویزیونی که وی در آن نقش داشته‌است می‌توان به راک در زندان، گربه جاسوس و جنس مخالف اشاره کرد.

## فیلم‌شناسی
- کسی آن بالا مرا دوست دارد (۱۹۵۶)
- تهمت (۱۹۵۶)
- جنس مخالف (۱۹۵۷)
- راک در زندان (۱۹۵۷)
- هرگز نه این‌قدر کم (۱۹۵۹)
- گربه جاسوس (۱۹۶۵)
- اسب در کت و شلوار فلانل خاکستری (۱۹۶۸)
- بتهوون (۱۹۹۲)
- واضح و خطر موجود (۱۹۹۴)
- گربه جاسوس (۱۹۹۷)